# Expedice 17
Expedice 17 byla sedmnáctá posádka dlouhodobě obývající Mezinárodní vesmírnou stanici (ISS). První dva členové posádky, Sergej Volkov a Oleg Kononěnko, startovali z kosmodromu Bajkonur 8. dubna 2008 na palubě kosmické lodi Sojuz TMA-12. Na ISS se k nim připojil Garrett Reisman, který už pracoval na stanici jako člen Expedice 16.
Po příletu raketoplánu Discovery 31. května 2008 při misi STS-124 Reismana vystřídal Gregory Chamitoff. Expedice 17 byla ukončena přistáním Sojuzu TMA-12 v Kazachstánu 24. října 2008.

## Posádka

### První část (duben až červen 2008)
- Sergej Volkov (1), velitel,[1] Roskosmos (CPK)
- Oleg Kononěnko (1), palubní inženýr 1, Roskosmos (RKK Eněrgija)
- Garrett Reisman (1), palubní inženýr 2, NASA

### Druhá část (červen až říjen 2008)
- Sergej Volkov (1), velitel, Roskosmos (CPK)
- Oleg Kononěnko (1), palubní inženýr, Roskosmos (RKK Eněrgija)
- Gregory Chamitoff (1), palubní inženýr, NASA

V závorkách je uveden dosavadní počet letů do vesmíru včetně této mise.

## Záložní posádka
- Maxim Surajev, velitel, Roskosmos (CPK)
- Oleg Skripočka, palubní inženýr, Roskosmos (RKK Eněrgija)
- Timothy Kopra, palubní inženýr (za Chamitoffa), NASA

## Výstupy do vesmíru
|    | Mise              | Kosmonauti                   | Začátek (UTC)           | Konec (UTC)             | Trvání           | Poznámky |
| -- | ----------------- | ---------------------------- | ----------------------- | ----------------------- | ---------------- | --- |
| 1. | Expedice 17 EVA 1 | Sergej Volkov Oleg Kononěnko | 10. července 2008 18:48 | 11. července 2008 1:06  | 6 hodin 18 minut | Odstranění pyrotechnického šroubu z připojené lodi Sojuz                                                                              |
| 2. | Expedice 17 EVA 2 | Sergej Volkov Oleg Kononěnko | 15. července 2008 17:08 | 15. července 2008 23:02 | 5 hodin 54 minut | Instalace naváděcího terče na modul Zvezda, montáž experimentu Vsplesk na povrch stanice, demontáž kontejneru s experimentem Biorisk. |